# İstanbulspor Anonim Şirketi
O İstanbulspor Anonim Şirketi (mais conhecido como İstanbulspor) é um clube profissional de futebol turco com sede em Istambul, capital da província homônima, fundado em 4 de janeiro de 1926. Disputa atualmente o Campeonato Turco de Futebol.
Por muitas décadas, foi o 4º clube mais famoso e bem estruturado de Istambul, ficando atrás apenas dos gigantes Galatasaray, Fenerbahçe e  Beşiktaş. No entanto, após ser comprado pela Família Uzan em 1990 e posteriormente abandonado pela mesma no início dos anos 2000, entrou em falência e teve que receber uma grande injeção de recursos do governo turco para honrar seus compromissos. Posteriormente, o clube foi revendido para empresas de terceiros, sendo hoje uma uma sociedade anônima do futebol, perdendo recentemente o seu posto financeiro e desportivo para o Istambul 
Başakşehir.
Suas cores são o amarelo e o preto. Desde 2012 manda seus jogos no Necmi Kadıoğlu Stadium, que possui capacidade para 4 488 espectadores.

## História
Foi fundado por estudantes do Ensino Médio de Istambul em 1926, sendo um dos primeiros clubes surgidos no período desde a proclamação da república na Turquia. Logo na temporada 1931–32, venceu a Liga de Istambul e sagrou-se também campeão Campeonato Turco Amador em 1932.
Até 1990, o clube foi gerido pela Fundação das Escolas de Ensino Médio de Istambul. Durante esse período, o İstanbulspor foi rebaixado para a Segunda Divisão e promovido novamente para a Primeira Divisão por diversas vezes. Também foi rebaixado para as Ligas Regionais Amadoras na temporada 1978–79, onde jogou por duas temporadas. Na temporada 1983–84, foi novamente rebaixado para a Terceira Divisão. Em 1990, a Uzan Holding, liderada por seu CEO Cem Uzan, comprou o clube e rebatizou-o para İstanbulspor A.Ş. Depois disso, o clube recebu um vultoso investimento inicial que lhe permitiu retonar à Primeira Divisão na temporada 1994–95. O İstanbulspor se tornou novamente um dos clubes de maior sucesso no país na metade final dos anos 1990, fazendo recorrentes boas campanhas, como a 4.ª colocação no Campeonato Turco da temporada 1997–98, as semifinais da Taça Intertoto da UEFA em 1997 e a 2.ª rodada dos playoffs da Copa da UEFA de 1998–99. Entretanto, a Uzan Holding retirou seu investimento do clube em 2001 e o İstanbulspor adentrou o novo século em grave crise financeira, terminando a Süper Lig de 2002–03 numa modesta 9.ª colocação, longe da zona de classificação para as competições europeias.
Em 2003, o governo turco decidiu intervir na delicada situação financeira do clube. Tal intervenção, no entanto, não conseguiu impedir o rebaixamento do İstanbulspor para a Segunda Divisão na temporada 2004–05. Em 2006, foi revendido para a Marmara Spor Faaliyetleri San. ve Tic. A.Ş, de propriedade do ex-jogador e empresário turco Saffet Sancaklı por 3 250 000 ₺. Em 2007, Ömer Sarıalioğlu, também empresário turco, comprou o clube, convertendo-o para o seu atual formato como sociedade anônima.
O İstanbulspor ficou durante duas temporadas tentando se salvar do rebaixamento para a Terceira Divisão: conseguiu se salvar na temporada 2007–08 ao terminar na 6.ª colocação do Grupo 3, mas não obteve a mesma sorte na temporada seguinte (2008–09), terminando na última colocação do mesmo Grupo 3. A má fase prosseguiu com o clube sendo rebaixado para a Quarta Divisão na temporada seguinte (2009–10). Nas temporadas seguintes, porém, passou por um processo de reestruturação interna que lhe permitiu conquistar a TFF 3. Lig na temporada 2014–15 e a TFF 2. Lig na temporada 2016–17. Desde a temporada 2017–18 disputa a TFF 1. Lig, divisão de acesso para a Süper Lig.

## Títulos oficiais

### Era amadora
- Campeonato Turco Amador (1): 1932

### Era profissional
- Taça Spor Toto Vencedor Da Copa da Liga dos clubes Turcos da 1° Divisão (Que não classificavam pras competições européias) 
  - (1): 1970-71
- Segunda Divisão Turca (1): 1967–68 -2022
- Terceira Divisão Turca (1): 2016–17
- Quarta Divisão Turca (2):1991–92 e play-off 2014–15

### Regionais
- Campeonato Liga de Futebol de Istambul

Campeão (1): 1931-32
- Copa Escudo de Istambul

Campeão (1): 1932

#### Campanhas de destaque

##### Continentais
- Taça Intertoto da UEFA (semifinais): 1997
- Copa da UEFA (2.ª Rodada dos Playoffs): 1998–99

##### Nacionais
- Copa da Turquia Semifinais (2): 1964-65 e 2003-04
- Copa da Turquia Quartas de final (6): 1968-69, 1969-70, 1997-98 e 1998-99, 2000-01, 2001-02
- 4.ª colocação na Primeira Divisão Turca (1): 1997–98
- Vice–campeão da Segunda Divisão Turca (1): 1994–95
- Vencedor dos Playoffs de Acesso da Segunda Divisão Turca (1): 2021–22[3]